# Lijst van gouverneurs van Åbo och Björneborgs län
Dit is een lijst van gouverneurs van Åbo och Björneborgs län. Åbo och Björneborgs län is een voormalige provincie, de provincie Turku en Pori, Fins: Turun ja Porin lääni, Zweeds: Åbo och Björneborgs län, in Finland in de periode 1634 tot 1997. Het was in de periode 1634-1809 een provincie van Zweden, totdat het door Rusland werd veroverd en in de periode 1809-1917 onderdeel werd van het Grootvorstendom Finland, en in de periode 1917-1997 een provincie van Finland, tot het met andere provincies werd samengevoegd tot de provincie West-Finland.
- Bror Rålamb 1634–1637
- Melkior von Falkenberg 1637–1641
- Melkior von Falkenberg 1641–1642 provincie Åbo
- Knut Lillienhöök 1642–1646 provincie Åbo
- geen gouverneur 1641–1646 provincie Björneborg
- Knut Lillienhöök 1647–1648
- Lorentz Creutz senior 1649–1655
- Erik von der Linde 1655–1666
- Ernst Johan Creutz senior 1666
- Harald Oxe 1666–1682
- Lorenz Creutz junio 1682–1698
- Jakob Bure 1698–1706
- Justus von Palmberg 1706–1714
- Johan Stiernstedt 1711–1713 waarnemend en 1714–1722
- Otto Reinhold Yxkull 1722–1746
- Lars Johan Ehrenmalm 1744–1747 waarnemend en 1747–1749
- Johan Georg Lillienberg 1749–1757
- Jeremias Wallén 1757–1768
- Kristoffer Johan Rappe 1769–1776
- Fredrik Ulrik von Rosen 1776–1781
- Nils Fredenskiöld 1780 waarnemend
- Magnus Wilhelm Armfelt 1782–1790
- Joakim von Glan 1790–1791 waarnemend
- Ernst Gustaf von Willebrand 1790–1806
- Olof Wibelius 1801–1802 waarnemend
- Knut von Troil 1806–1816
- Otto Herman Lode 1811–1813 waarnemend
- Carl Erik Mannerheim 1816–1826
- Lars Gabriel von Haartman 1820–1822 waarnemend
- Eric Wallenius 1822–1826 waarnemend en 1826–1828
- Adolf Broberg 1828–1831
- Lars Gabriel von Haartman 1831–1842
- Gabriel Anton Cronstedt 1840–1842 waarnemend en 1842–1856
- Samuel Werner von Troil 1856 waarnemend
- Carl Fabian Langenskiöld 1856–1858
- Selim Mohamed Ekbom 1857–1858 waarnemend
- Johan Axel Cedercreutz 1858–1863 waarnemend en 1863
- Carl Magnus Creutz 1864–1866 waarnemend en 1866–1889
- Axel Gustaf Samuel von Troil 1889–1891
- Wilhelm Theodor von Kraemer 1891–1903
- Theodor Hjalmar Lang 1903–1905
- Knut Gustaf Nikolai Borgenström 1905–1911
- Eliel Ilmari Wuorinen 1911–1917
- Albert Alexander von Hellens 1917 waarnemend
- Kaarlo Collan 1917–1922
- Ilmari Helenius 1922–1932
- Wilho Kyttä 1932–1949
- Erkki Härmä 1949–1957
- Esko Kulovaara 1957–1971
- Sylvi Siltanen 1972–1977
- Paavo Aitio 1977–1985
- Pirkko Työläjärvi 1985–1997